# Atzeneta del Maestrat
Atzeneta del Maestrat – gmina w Hiszpanii, w prowincji Castellón, we wspólnocie autonomicznej Walencja, o powierzchni 71,16 km². W 2011 roku liczyła 1342 mieszkańców.